# Humbécourt
Humbécourt település Franciaországban, Haute-Marne megyében. Lakosainak száma 755 fő (2022. január 1.). Humbécourt Allichamps, Attancourt, Éclaron-Braucourt-Sainte-Livière, Louvemont, Saint-Dizier, Troisfontaines-la-Ville és Valcourt községekkel határos.

## Népesség
A település népességének változása:
| Lakosok száma | 417  | 610  | 643  | 722  | 817  | 808  | 780  | 761  | 753  | 755  |
|               | 1968 | 1982 | 1990 | 2006 | 2013 | 2015 | 2017 | 2019 | 2020 | 2022 |